# Tanjilana akroreia
Tanjilana akroreia là một loài Trichoptera trong họ Hydrobiosidae. Chúng phân bố ở miền Australasia.